# Combate naval de Punta Malpelo
El combate naval de Punta Malpelo fue un encuentro naval entre la corbeta peruana «Libertad» contra los buques grancolombianos: «Pichincha» y «Guayaquileña». El enfrentamiento ocurrió cerca de Tumbes el 31 de agosto de 1828 durante la Guerra grancolombo-peruana y fue el primer combate naval importante de la Marina de Guerra del Perú luego de que el Perú se convirtiera en república.

## Antecedentes
El 15 de julio de 1828, la Gran Colombia declaró la guerra al Perú, pretextando que Perú había promovido en Bolivia la rebelión contra el ejército de la Gran Colombia. Bolívar también exigió al Perú el pago de los gastos de la guerra de la independencia por la suma de 3 600 000 pesos. El gobierno del Mariscal La Mar aceptó el reto y lideró las operaciones de guerra a llevarse a cabo en el sur de la Gran Colombia, ordenando la movilización de las fuerzas terrestres y navales.  

## Los buques enfrentados

### Corbeta Libertad
La Libertad también conocida como General Brown fue una corbeta comprada en Chile en enero de 1826, por 25 mil pesos y con el nombre de General Salom. Comenzó su servicio como buque de transporte de la Marina de Guerra del Perú, y el 6 de marzo de 1827 fue denominada Libertad. El 8 de enero de 1828, el Comandante en Jefe de la Armada Peruana, José Pascual de Vivero, estableció un presupuesto de 7,354 de pesos para convertir a la Libertad en un buque de guerra, inicialmente armado con 22 cañones de 12 libras tomados de la corbeta Limeña. El 14 de mayo de 1828 el oficial de origen chileno Carlos García del Postigo fue designado como comandante de la nave.

### Goleta Guayaquileña y Cañonera Pichincha
La goleta Guayaquileña estaba armada con doce cañones de 12 libras y bajo el mando del teniente Claudio Johnston. Entre los oficiales de a bordo, había dos futuros presidentes de Ecuador: el alférez José María Urbina y el guardiamarina Francisco Robles. La corbeta Pichincha se encontraba bajo el mando del capitán Archibald Taylor.

## La batalla
El 2 de julio de 1828, la corbeta peruana Libertad, armada con 24 cañones y con una tripulación de 140 hombres bajo el mando del capitán Carlos García del Postigo, navegó hacia el norte del Perú para vigilar el movimiento de la ría de Guayaquil. No era misión de esta corbeta peruana hacer la labor de bloqueo, porque no se la consideraba con la fuerza suficiente para cumplir una función de esa naturaleza y propia de toda una escuadra.
El 31 de agosto de 1828, la corbeta peruana fue interceptada por dos buques de guerra grancolombianos, la goleta Guayaquileña y la corbeta Pichincha, al mando del capitán de navío de origen irlandés Thomas C. Wright. El capitán Wright, a bordo de la Guayaquileña, tenía orden del general Flores de apresar a la nave peruana y había sido informado de que la nave peruana se hallaba ubicada frente a la desembocadura del río Tumbes, en aguas jurisdiccionales peruanas, desde donde podía vigilar el Golfo de Guayaquil. La corbeta peruana, ante las intenciones de las naves grancolombianas, abrió fuego, comenzando un combate en espacios cerrados, durante el cual los peruanos casi abordaron la Guayaquileña, mientras tanto, la corbeta Pichincha se mantuvo alejada y no participó en el combate. En el momento álgido de la batalla, los buques grancolombianos comenzaron a huir hacia Guayaquil y fueron perseguidos de cerca por la Libertad. La persecución cesó cuando la Libertad tuvo que dirigirse a Paita para que los heridos de su tripulación sean atendidos y los muertos sepultados. Los peruanos perdieron 15 hombres y 28 resultaron heridos, mientras que los grancolombianos tuvieron 24 muertos y 36 heridos.
Posteriormente, el 6 de noviembre, la corbeta Pichincha se entregaría en Paita a las autoridades peruanas, debido a las diferencias de su personal de oficiales con Bolívar.

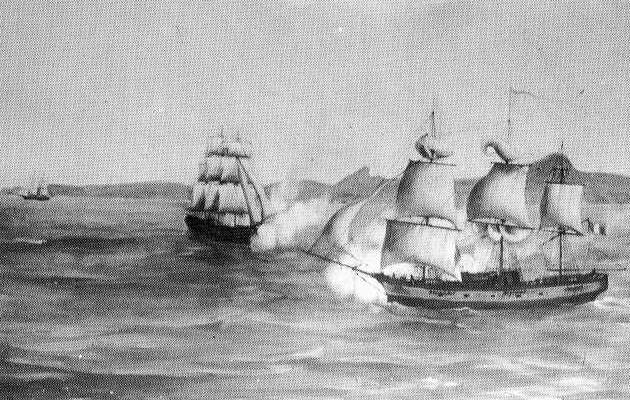
Grabado anónimo del que representa la batalla de Malpelo.

## Resultado
Después de este encuentro de la Marina de Guerra del Perú, compuesta en ese momento de 16 buques de guerra y transportes, entre ellos la fragata Presidente y la corbeta Libertad, inició el bloqueo naval, ordenado por el Gobierno del Perú el 19 de septiembre de 1828, de toda la costa de la Gran Colombia. Esto es desde Machala hasta Panamá. Gracias a esta acción, la Armada de la Gran Colombia fue incapaz de utilizar sus principales puertos en el Pacífico.